# フーヴェリア (小惑星)
フーヴェリア (932 Hooveria) は小惑星帯にある小惑星。ヨハン・パリサがウィーン天文台で発見した。
アメリカ合衆国の第31代目大統領で、国務長官時代には第一次大戦で被害を受けたオーストリアを援助したハーバート・フーヴァーに因んで命名された。